# Irvine (flod)

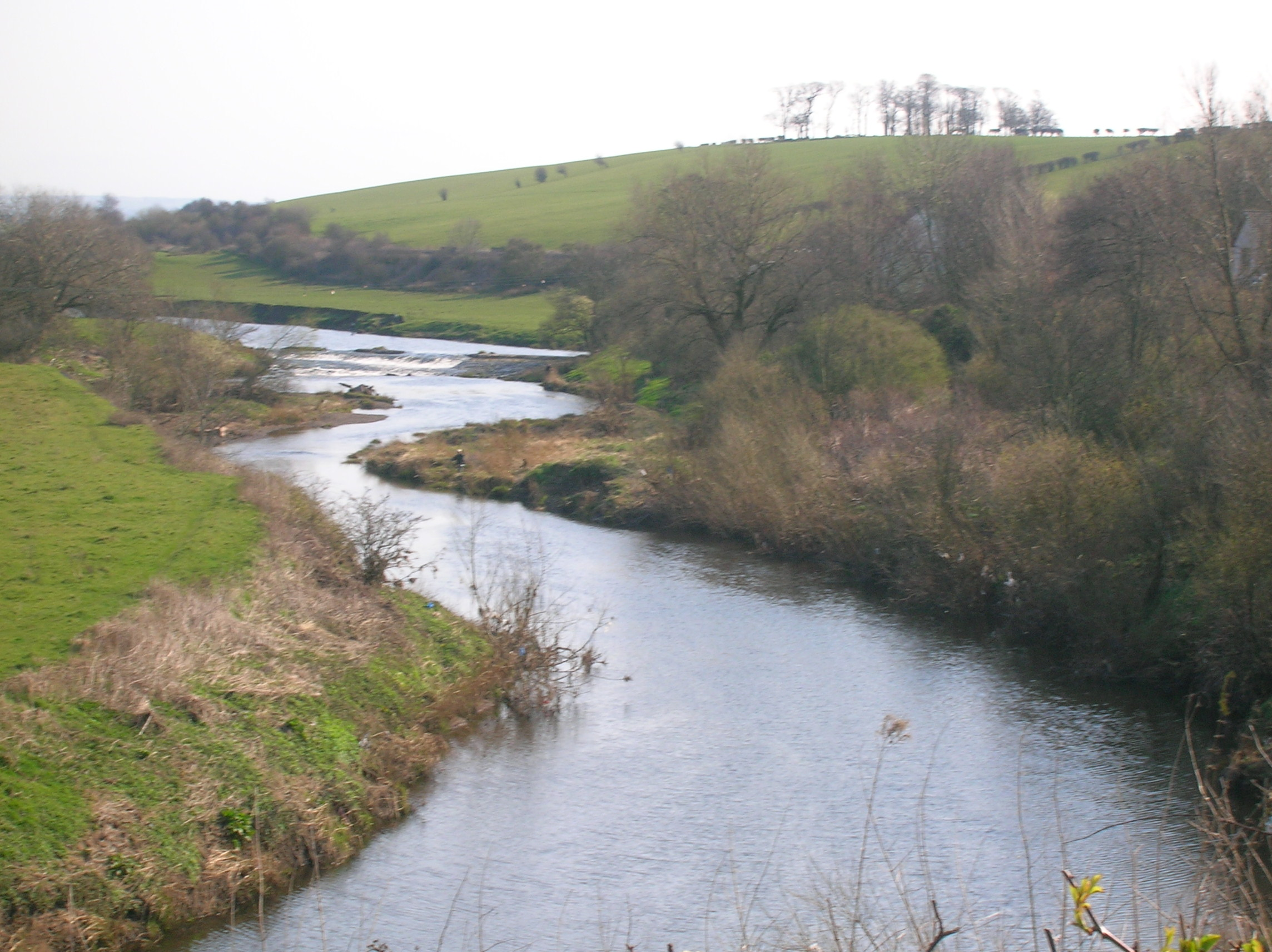
Irvine

Irvine (skotsk gaeliska Irbhinn) är en ca 42 km lång flod som rinner genom sydvästra Skottland. Dess avrinningsområde ligger i gränsområdet mellan Lanarkshire och Ayrshire. Den rinner ut vid bukten Irvine Bay i fjorden Firth of Clyde på Skottlands västkust, via Irvine Harbour vid orten Irvine. Nära mynningen låg museet The Big Idea.